# Uzlovaya
Uzlovaya (del ruso: Узлова́я) es una ciudad del óblast de Tula, en Rusia, centro administrativo del raión de Uzlovaya. Se encuentra a 8 km al sudoeste de Novomoskovsk, a 43 km al sudeste de Tula y a 200 al sur de Moscú.

## Historia
La creación de la aglomeración que se convertiría en Uzlovaya está ligada con la construcción del ferrocarril Syzran-Viazma. En la intersección de esta línea con una vía secundaria que va a Moscú (que sería prolongada para llegar a la cuenca Donets en la década de 1930), se edificó la estación de Krushchovskaya en 1873, que cuatro años más tarde sería rebautizada como Uzlovaya ("estación de correo"). En 1938 la aglomeración que había crecido alrededor de la estación adquiere el rango de ciudad, a la vez que se comenzaban a explotar las minas de lignita de los alrededores.

## Demografía
| Gráfica de evolución de Uzlovaya entre 1926 y 2020 |
|                                                    |

## Economía
La ciudad alberga una empresa fabricante de equipamiento minero, una fábrica textil y compañías dedicadas al sector agroalimentario. Se explotan asimismo minas de lignita en los alrededores.
La autopista rusa M4 pasa algunos kilómetros al oeste de la ciudad. La ciudad es hoy un nudo ferroviario con una estación de pasajeros servida por trenes de largo recorrido.

## Personalidades
- Shamil Jisamutdinov, luchador.
- Soya Voskresénskaya, escritora infantil y agente de los servicios de inteligencia soviético.